# Joseph Wright (linguista)
Joseph Wright (Idle, 31 ottobre 1855 – Oxford, 27 febbraio 1930) è stato un linguista britannico.

## Biografia
Autore del Grammar of the Gothic Language, ha avuto notevole influenza su J. R. R. Tolkien.
Nel film Tolkien Joseph Wright è interpretato dall'attore Derek Jacobi.